# Иван Дервентски
Иван Дервентски (12 юни 1932 – 4 декември 2018) е български футболист, който играе като вратар през 50-те и 60-те години на ХХ век. Основна част от 20-годишната му кариера преминава в Черно море (Варна) и Левски (София). Играл е също в Спартак (Варна), Добруджа (Добрич), Академик (София) и Шумен. Има над 250 мача в А група и около 100 в Б група.

## Биография

### На клубно ниво
Родом от Варна, Дервентски започва футболната си кариера в местния Спартак. Първоначално играе като централен нападател в юношеските отбори на „соколите“, като впоследствие е преквалифициран и застава на вратата. През 1949 г. е включен в първия състав и играе в градските квалификации за излъчване на отбор от Варна, който да участва в А група. Спартак печели турнира и през сезон 1950 Дервентски дебютира в елита. По време на кампанията изиграва 17 мача.
След края на сезона преминава в градския противник Черно море, който тогава участва в Б група. Години по-късно разкрива в книгата „Футболни чаровници“ на Стефан Янев, че до трансфера се стига, тъй като е бил обвинен от ръководството на „соколите“ за загубата на един от клубните анцузи. Казали му, че трябва да го плати в троен размер. Ядосан от това решил да напусне и да премине при „моряците“. През 1951 г. с Черно море печели промоция за елита, като остава в отбора общо 5 сезона. Част от състава на клуба, който печели бронзовите медали в шампионата през 1953. Общо записва 109 мача за „моряците“ – 89 в елитното първенство и 20 във втория ешелон.
След като в края на сезон 1955 Черно море изпада от А група, Дервентски преминава в Левски (София). С клуба става трикратен носител на националната купа през 1956, 1957 и 1958/59. Записва общо 119 официални мача – 100 в първенството и 19 за купата. През май 1961 г., преди гостуване на Олимпиакос за Балканската купа, Дервентски е арестуван на границата с Гърция и обвинен от българските власти в опит за незаконно изнасяне на нивалин (лекарствено средство) от страната. Никога повече не играе за Левски. Задържан е 57 дни в ареста и в крайна сметка е осъден условно. Заедно със Стефан Абаджиев – Теко и Благой Филипов са изключени завинаги от физкултурното движение, но година по-късно са реабилитирани.
Завръща се на терена през есента на 1962 г., когато на 30-годишна възраст облича екипа на новака в А група Добруджа (Добрич). Дебютира за отбора на 7 октомври 1962 г. при домакинска победа с 1:0 срещу Ботев (Пловдив). Титуляр на вратата през сезон 1962/63. Играе и при паметната победа на Добруджа с 1:0 като гост срещу ЦСКА на 16 март 1963 г.
През лятото на 1963 г. Дервентски е поканен да се присъедини към втородивизионния Академик (София). Помага на отбора да завърши на първо място в Южната Б група през сезон 1963/64. Впоследствие играе и за Шумен, преди да се завърне в родния си клуб Спартак (Варна). Със „соколите“ записва 47 мача във втория ешелон за два сезона и слага край на състезателната си кариера на 37-годишна възраст през 1969 г.

### Национален отбор
Дервентски дебютира за националния отбор на 3 ноември 1957 г. в световна квалификация срещу Норвегия, която е спечелена със 7:0. Записва общо 3 мача за България. Другите му две участия са в контроли срещу Франция на 25 декември 1957 г. и срещу Бразилия на 18 май 1958 г.

## Статистика по сезони
Включени са само мачовете от първенството.
| Сезон   | Отбор                              | Първенство                         | Мачове                             | Голове                             |
| ------- | ---------------------------------- | ---------------------------------- | ---------------------------------- | ---------------------------------- |
| 1950    | Спартак (Вн)                       | A група                            | 17                                 | 0                                  |
| 1951    | Черно море                         | Б група                            | 20                                 | 0                                  |
| 1952    | Черно море                         | А група                            | 19                                 | 0                                  |
| 1953    | Черно море                         | А група                            | 26                                 | 0                                  |
| 1954    | Черно море                         | А група                            | 19                                 | 0                                  |
| 1955    | Черно море                         | А група                            | 25                                 | 0                                  |
| 1956    | Левски                             | А група                            | 22                                 | 0                                  |
| 1957    | Левски                             | А група                            | 21                                 | 0                                  |
| 1958    | Левски                             | А група                            | 11                                 | 0                                  |
| 1958/59 | Левски                             | А група                            | 21                                 | 0                                  |
| 1959/60 | Левски                             | А група                            | 19                                 | 0                                  |
| 1960/61 | Левски                             | А група                            | 6                                  | 0                                  |
| 1961/62 | Изключен от физкултурното движение | Изключен от физкултурното движение | Изключен от физкултурното движение | Изключен от физкултурното движение |
| 1962/63 | Добруджа                           | А група                            | 24                                 | 0                                  |

## Успехи
Левски (София)
- Национална купа:
  -  Носител (3): 1956, 1957, 1958/59